# 亚洲狗獾
亚洲狗獾（学名：Meles leucurus），一种广泛分布于亚洲温带地区的哺乳动物，隶属于鼬科狗獾属（獾属）。原欧洲和亚洲所有的狗獾皆属于一个物种－欧亚狗獾（Meles meles），2002年俄罗斯研究人员根据阴茎骨形状不同本种提升为独立种。